# DomainKeys Identified Mail
DomainKeys Identified Mail (DKIM) là một phương pháp xác thực email được thiết kế để phát hiện sự giả mạo email. Nó cho phép người nhận kiểm tra xem một email được cho là có xuất xứ từ một miền cụ thể thực sự được ủy quyền bởi chủ sở hữu của tên miền đó. Nó nhằm ngăn chặn các địa chỉ người gửi giả mạo trong email, một kỹ thuật thường được sử dụng trong lừa đảo trực tuyến (phishing) và thư rác (spam).
Về mặt kỹ thuật, DKIM cho phép tên miền kết hợp tên của nó với một email bằng cách gắn một chữ ký số vào đó. Việc xác minh được thực hiện bằng cách sử dụng khóa công khai của người đăng ký công bố trong DNS dưới dạng một TXT record. Một chữ ký hợp lệ đảm bảo rằng một số phần của email (có thể bao gồm các tệp đính kèm) chưa được sửa đổi kể từ khi chữ ký được gắn vào. Thông thường, chữ ký DKIM không hiển thị cho người dùng cuối và được cơ sở hạ tầng gắn kết hoặc xác nhận chứ không phải là tác giả và người nhận của lá thư. Trong khía cạnh đó, DKIM khác với chữ ký số từ đầu cuối này sang đầu cuối kia.